# 徳永郁介
徳永 郁介（とくなが いくすけ、1902年8月31日 - 没年月日不詳）は、日本の大学教授。熊本県出身。

## 経歴
熊本県立玉名中学校（現・熊本県立玉名高等学校）、第五高等学校を経て京都帝国大学文学部哲学科（美学及び美学史専攻）卒業。
昭和3年、京都市主事、同4年、日本大学講師となり、応召を経て同15年、山口師範学校教諭、次いで小郡農業学校教諭などを歴任した。
その後、再度の応召を経て、昭和21年5月に復員し、同23年3月に熊本女子専門学校教授を経て熊本女子大学（現・熊本県立大学）の教授（美学）となった。
昭和43年に定年退官し、同年7月2日に名誉教授となった。
著書に「ルネサンス」やその他、多数の訳書がある。